# مالكوم هان
مالكوم هان (بالإنجليزية: Malcolm Hahn) هو منافس ألعاب قوى نيوزيلندي، ولد في 3 مايو 1931، وتوفي في 2 أبريل 2010.

## روابط خارجية
- مالكوم هان على موقع اتحاد ألعاب الكومنولث (مؤرشف) (الإنجليزية)